# El superior i la menor
 El superior i la menor  (original: The Major and the Minor) és una pel·lícula dels Estats Units de Billy Wilder, estrenada el 1942. Ha estat doblada al català.

## Argument
Susan Applegate, fastiguejada per la vida novaiorquesa, decideix tornar a Iowa. Tanmateix la seva economia no li permet pagar la totalitat del seu viatge i es disfressa de nena per beneficiar-se d'un bitllet reduït. Durant el trajecte amb tren, acorralada pels revisora, es refugia al compartiment d'un oficial, instructor en una escola militar. Creient tractar amb una nena de dotze anys, s'institueix el seu protector. Però heus aquí, que l'oficial té una promesa, que ve a buscar-lo a l'arribada, i que descobreix, per un desafortunat atzar, la passatgera defraudadora sense la seva disfressa de nena. Enorme escàndol a l'escola militar.
Seqüència repetitiva, aquesta gent jove rep l'atac alemany sobre Sedan. Amb aquesta referència n'hi ha prou a datar la pel·lícula: després de juny de 40, i abans de desembre de 41. La continuació és previsible, la promesa gelosa és la mala rival a desposseir, i el valent oficial, marxa cap a la guerra, i descobrirà finalment que la nena és una gran noia, per casar-se.

## Repartiment
- Ginger Rogers: Susan Applegate
- Ray Milland: Major Philip Kirby
- Rita Johnson: Pamela Hill
- Robert Benchley: Mr Osborne
- Diana Lynn: Lucy Hill
- Norma Varden: Mrs. Osborne
- Edward Fielding: El coronel Hill
- Frankie Thomas: Osborne
- Raymond Roe: Wigton
- Charles Smith: Korner
- Will Wright
- La veritable mare de Ginger Rogers (Lela Rogers) té el petit paper de la mare de l'heroïna.